# Nordisk Polska
Nordisk Polska – operator telekomunikacyjny, którego wyłącznym właścicielem jest firma Polkomtel Sp. z o.o., jeden z największych operatorów telefonii komórkowej w Polsce.

## Informacje ogólne
Operator telekomunikacyjny, wykorzystujący technologię CDMA, która jest alternatywą dla powszechnie stosowanej w Polsce i Europie technologii GSM.

## Historia
10 maja 2006 r. Polskie Sieci Dyspozytorskie Sp. z o.o. (obecnie Nordisk Polska Sp. z o.o.) zostają zwycięzcą przetargu na rezerwację częstotliwości dla cyfrowej sieci ruchomej typu dyspozytorskiego na obszarze całego kraju w zakresie częstotliwości 410 – 430 MHz. W przetargu firma pokonuje dwóch innych kandydatów, którym UKE zarzuca błędy w złożonych wnioskach. Nowy operator za rezerwację częstotliwości zapłacił 16,1 mln zł. Wygrany przetarg uprawnia firmę do wykorzystywania zarezerwowanej częstotliwości do dnia 31 grudnia 2020 r.
W 2009 roku Polkomtel nabył 100% udziałów w spółce Nordisk za 11,795 mln złotych.

## Oferowane usługi
Telefon-CDMAfon:
jest usługą telefoniczną stacjonarną, w której sam telefon może być przenośny w granicach strefy numeracyjnej,
wielofunkcyjny aparat telefoniczny, przenośny w granicach sfery numeracyjnej,
do instalacji i używania usługi niepotrzebne są żadne gniazdka, przyłącza, kable w budynku, wizyta montera. Transmisja głosu odbywa się bezprzewodowo.
Internet-CDMAil@:
jest usługą szerokopasmowej, mobilnej transmisji danych,
charakteryzuje się dużą stabilnością połączenia, wysoką jakością, większą pojemnością  systemu, zasięgiem w miejscach gdzie nie dociera inny mobilny Internet,
umożliwia transmisję danych do abonenta na poziomie do 3,1 Mbps oraz korzystanie z limitu transferu do 8,5 GB
gwarantuje bezpieczeństwo połączenia
ma przenośny, kieszonkowy modem, który można podłączać do dowolnego komputera, nie wymaga specjalnych przyłączy, gniazdek lub kabla w budynku, wizyty montera – można go używać wszędzie tam, gdzie jest sieć.
działa na zasadzie bezprzewodowej, szerokopasmowej transmisji danych.
Trunking-CDMA (GoTa)